# Zimmerius cinereicapilla
A Zimmerius cinereicapilla vagy Zimmerius cinereicapillus a madarak (Aves) osztályának a verébalakúak (Passeriformes) rendjébe és a királygébicsfélék (Tyrannidae) családjába tartozó faj.

## Rendszerezése
A fajt Jean Cabanis német ornitológus írta le 1873-ban, a Phyllomyias nembe Phyllomyias cinereicapilla néven.

## Előfordulása
Bolívia, Ecuador és Peru területén honos. Természetes élőhelyei a szubtrópusi és trópusi síkvidéki és hegyi esőerdők. Állandó, nem vonuló faj.

## Megjelenése
Testhossza 12 centiméter, testtömege 11-13 gramm.

## Életmódja
Rovarokkal és kisebb gyümölcsökkel táplálkozik.

## Természetvédelmi helyzete
Az elterjedési területe kicsi és az emberi tevékenység következtében még csökken is, egyedszáma 10000 példány körüli és csökken. A Természetvédelmi Világszövetség Vörös listáján sebezhető fajként szerepel.